# Grup de Periodistes Ramon Barnils

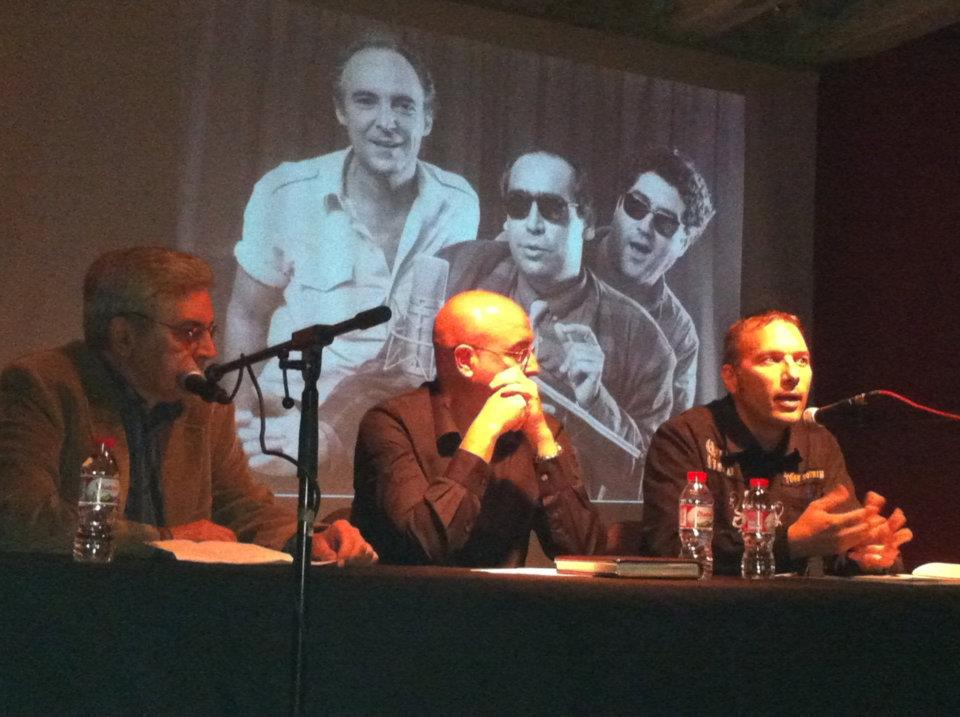
Homenatge a Ramon Barnils a Manresa als deu anys de la seva mort.

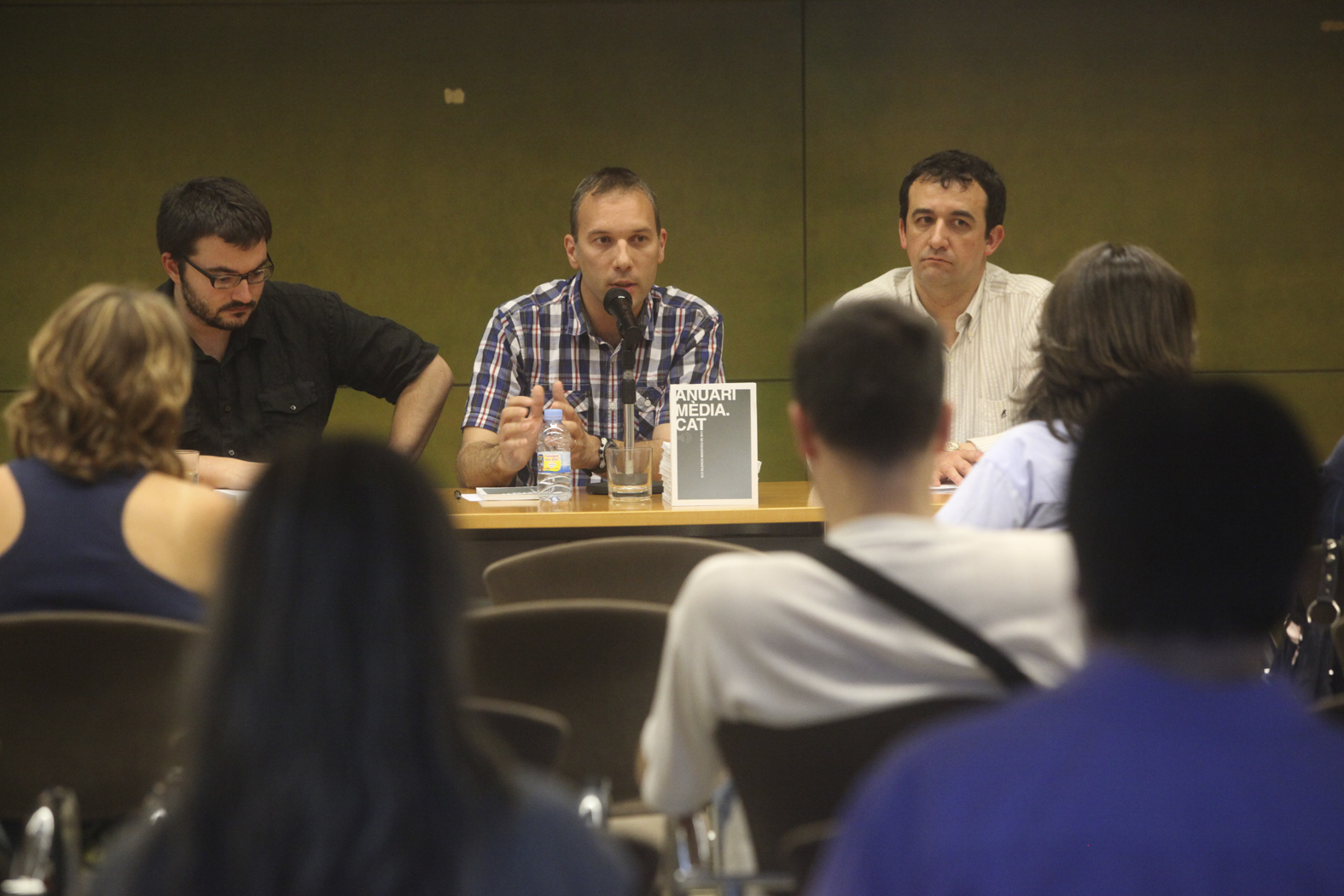
Presentació de l'Anuari Mèdia.cat a Vic el 2012

El Grup de Periodistes Ramon Barnils és una associació de periodistes dels Països Catalans que treballen al voltant de la defensa d'un periodisme rigorós i professional. El Grup compta amb 130 socis, a data de 2014.

## Història
Va néixer el juliol de 2001, poc després de la mort de Ramon Barnils, de qui prenen el nom perquè el consideren una referència d'autoexigència professional i de coherència ideològica. El grup impulsor, d'una trentena de persones, ja es reunia habitualment amb en Ramon Barnils els darrers anys abans de la seva mort. La primera presidenta del grup va ser la periodista Rita Marzoa. Ella mateixa i la també membre de l'entitat Judith Casaprima, van presentar el grup en la cloenda de la Universitat Catalana d'Estiu l'agost del mateix any. El primer acte públic del GPRB a Barcelona va ser un homenatge a Ramon Barnils amb motiu del primer aniversari de la seva mort, a la Facultat Blanquerna de Comunicació, amb Rita Marzoa, Carles Serrat, periodista autor d'un llibre recull d'articles de Barnils publicat per La Magrana, i l'escriptor Quim Monzó. El març de 2003, Oriol Cortacans va substituir Rita Marzoa com a president del grup, càrrec en el qual es va mantenir fins al juny de 2009, amb successives renovacions (fins al 2005 anualment, i després d'un canvi als Estatuts, cada dos anys). El grup va créixer ràpidament fins a la seixantena de socis (2007), durant uns anys aquesta xifra es va mantenir estable i després, a partir de 2010 va tornar a créixer fins a superar el centenar d'associats el 2012. Durant els primers anys, el GPRB va tenir un conveni de col·laboració amb l'Associació Catalana de Professionals (ACP) pel qual compartien seu (un despatx a l'edifici del CIEMEN a Barcelona) i infrastructura administrativa. Aquest conveni es va modificar el 2011, de manera que es mantenia la possibilitat de ser socis de les dues entitats alhora als qui ho volguessin però ja no hi havia serveis compartits. El Grup de Periodistes Ramon Barnils té actualment la seu a Gràcia, a l'Hotel d'entitats d'aquest districte.

## Objectius i activitats
El Grup té com a principals objectius assolir un model comunicatiu rigorós, equànime i de qualitat en el marc dels Països Catalans, defensar una informació documentada i contrastada que promogui la reflexió i l'anàlisi, així com combatre el dirigisme, la censura i l'autocensura amb què exerceixen la majoria de mitjans.
Durant els primers anys de vida, el GPRB va organitzar diversos actes públics sobre aspectes de l'actualitat del món de la comunicació, com un acte de denúncia del tancament del diari basc Egunkaria (març 2003) o un altre sobre la privatització de Canal 9 (desembre 2003). Aquests posicionaments crítics han format part de la trajectòria posterior del grup: comunicat públic per denunciar el lliurament de la medalla del Mèrit al Treball al periodista Carlos Sentís (2009), un comunicat públic criticant el simulacre de càrrega policial en què alguns periodistes van participar un dia abans en l'Escola de Policia de Catalunya (2010) o el comunicat de condemna per l'apagada dels repetidors de TV3 al País Valencià (2011).
Els anys 2005 i 2006, el Grup va participar en la candidatura alternativa a l'oficial en el Col·legi de Periodistes de Catalunya, encapçalada per Pilar Antillach. La tardor de 2006 s'inaugura l'exposició impulsada pel grup Ramon Barnils, periodista de referència a l'Octubre Centre de Cultura de València, durant la setmana dels Premis Octubre. Fins a 2008, la mostra viatjà per tots els Països Catalans (Barcelona, Valls, Sant Cugat del Vallès, Palma, Girona) i a finals del mateix any s'edità el catàleg amb el mateix títol, junt amb un petit audiovisual i una web. El 2008, el grup va col·laborar amb l'Ajuntament de Sant Cugat en l'organització de les II Jornades de Comunicació Ramon Barnils.
Tot agafant el relleu del web Contrastant.net, que va deixar de publicar-se el 2007, el 2009 el Grup Barnils va crear Mèdia.cat, que és l'Observatori crític dels mitjans de comunicació. El portal comença amb el suport de la Generalitat de Catalunya i la Fundació Escacc fins a l'any 2012. A partir de llavors, és la Fundació Catalunya qui col·labora a fer possible Mèdia.cat a través d'un conveni conjunt. Actualment, el portal acumula 20.000 visites úniques mensuals. Des de l'any 2010, Mèdia.cat publica anualment l'Anuari Mèdia.cat Els silencis mediàtics de l'any, una recopilació dels reportatges considerats com els més silenciats pels grans mitjans de comunicació catalans. L'Anuari de 2011 va rebre el Premi Josep M. Planes d'investigació periodística. El projecte de l'Anuari compta amb el suport de la Fundació Catalunya, el Col·legi de Periodistes, Pol·len Edicions i alguns de les principals facultats de periodisme del país. El 80% del seu finançament recau en el micromecenatge.
El 2012, el Grup signa un acord amb Edicions Saldonar per impulsar la col·lecció «Periodistes», a partir de la qual es publiquen llibres sobre temàtiques que no han trobat el seu espai en els mitjans convencionals. L'abril de 2013 surt el primer llibre de la col·lecció: Et presento el jutge Garzón, escrit per la periodista Sònia Bagudanch. El segon títol és obra de Jordi Marsal, surt el març de 2013 i porta per títol Castor: la bombolla sísmica. La periodista Gemma García Fàbrega és l'autora del tercer volum, ‘Els senyors del boom', publicat l'octubre de 2014.
El 2013, juntament amb Edicions DAU, van homenatjar Ramon Barnils amb un llibre de Laia Altarriba amb 20 converses amb persones que van conèixer el periodista. El mateix any es va presentar un documental biogràfic de Laia Soldevila i Albert Lloreta sobre la seva figura.

## Presidents[11]
- 2001 – 2003: Rita Marzoa, etapa fundacional i primera presidència
- 2003 – 2009: Oriol Cortacans
- 2009 – 2011: Joan Vila
- 2011 – 2016: David Bassa
- 14 de maig de 2016 – 18 de juny de 2021: Ferran Casas i Manresa[12]
- 18 de juny de 2021 - actualitat: Enric Borràs i Abelló[13]